# 岡本理繪
岡本理繪（日语：／ Okamoto Rie，1月9日— ）是女性日本配音員，秋田縣出身。勝田聲優學院畢業。

## 演出作品
※粗體字為主要角色。

### 電視動畫
2016年
- 熊巫女（偶像）

2024年
- 常軌脫離Creative（龍閑天梨[1]）

2025年
- NUKITASHI 住在拔作島上的我該如何是好？（畔美岬[2]）

### 遊戲
2014年 
- FLOWERS -Le volume sur printemps-（春篇）（匂坂真由理）
  - FLOWERS -Le volume sur hiver-（冬篇）（2017年、匂坂真由理）

2015年
- 卡巴拉島～我想成為召喚士～（アステール）

2016年 
- 妃十三學園 Alternative Girls 2（星織姫）
- 鐵金剛少女Z ONLINE（メカ・ザウルス）

2017年 
- 樱花裁决 斬（日语：桜花裁き）（山邊舞 ）
- Food Fantasy（梅酒）
- 千之刃濤、桃花染之皇姬 - PS4/PS Vita版

2018年 
- いきのこれ！社畜ちゃん〜ドキドキ炎上社畜ライフ〜（日语：いきのこれ! 社畜ちゃん）
- TrymenT—献给渴望改变的你—（星乃菖蒲）

 2019年 
- 喜歡與喜歡的三角戀（和呂田茜[3]）- PS4/PS Vita版
- 借宿下的戀愛（櫻木橋理兔[4]）- PS4/PS Vita版
- 陪睡女友～緊緊抱著你～（片桐燕）- PS4/PS Vita/Switch版
- 怪物彈珠（2019年 - 2023年）
- 九段之都市傳說（吾妻佳恋）

2020年 
- ART CODE SUMMONER（ジャン・シメオン・シャルダン）

2021年
- 常軌脫離Creative（龍閑天梨[5]）- Switch/PS4版
- 梅時露霽書～雨潺海汐間（伏見凪紗）
- Archetype Arcadia（カトリン）

2022年
- 冥契的牧神節（龍木悠苑[6]）- Switch/PS4版
- JINKI -Infinity-（柊 赤緒[7]）

2024年
- （三島玖透巴）

2025年
- NUKITASHI 住在拔作島上的我該如何是好？（畔美岬）

## 外部連結
- 岡本理繪official website （页面存档备份，存于）（日語）
- （页面存档备份，存于）（日語）
- 岡本理繪的X（前Twitter）（日語）
- 岡本理絵のつれづれブログ的Ameba部落格（日語）
- YouTube上的おかもとりえchannel頻道（日語）